# Fromage de lactosérum

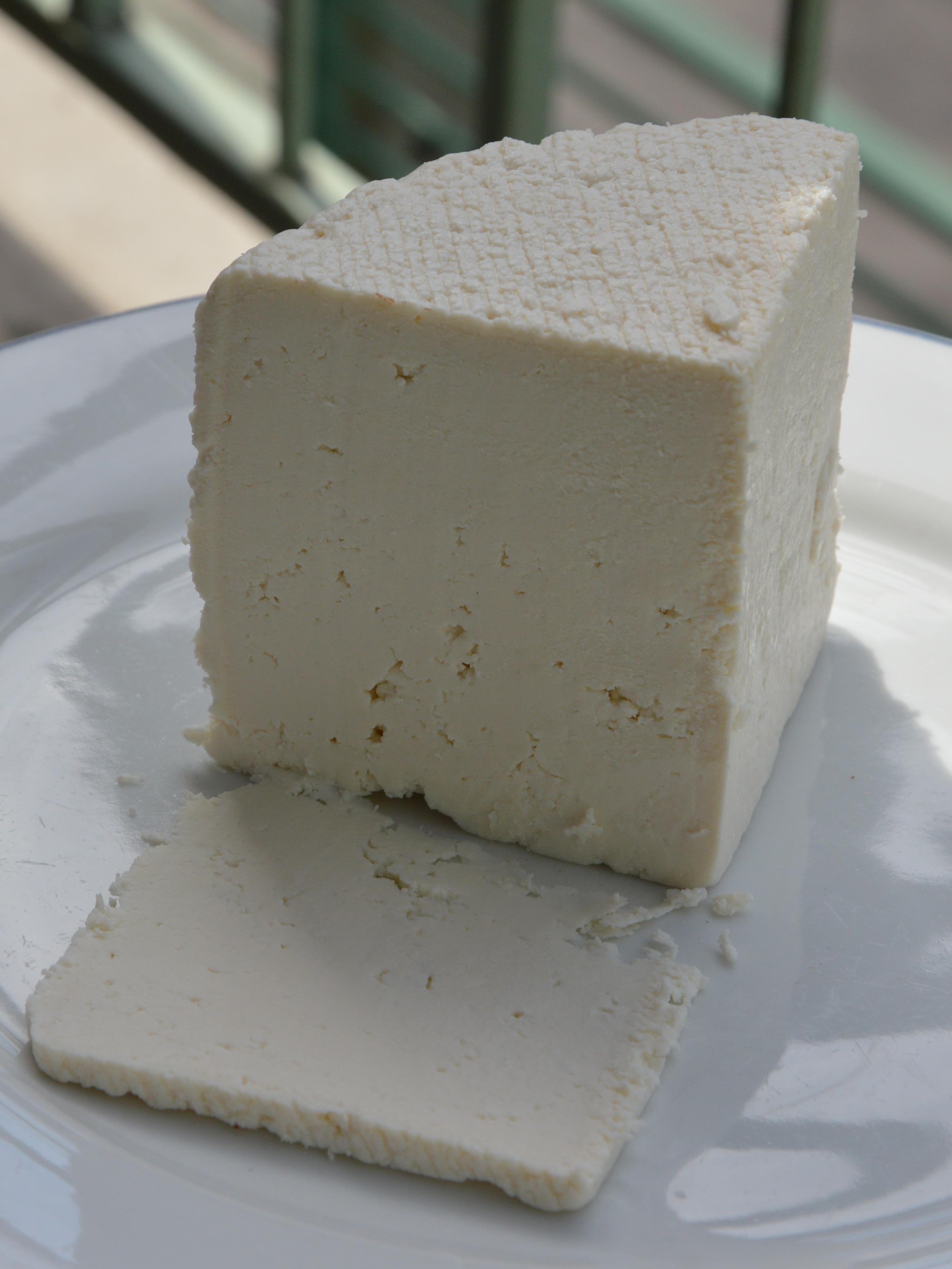
Un urdă, fromage de lactosérum de Roumanie.

Un fromage de lactosérum, ou fromage de petit lait, est un fromage à pâte solide, semi-solide ou molle formée par coagulation ou précipitation de bêta-lactoglobuline concentrée ou non dans le lactosérum (ou petit lait), sous produit de la fabrication de fromage. Le lactosérum contient en effet la moitié de la matière sèche du lait, des protéines de haute qualité et peu de matière grasse (voir lactosérum). Sa composition varie selon le fromage. 
Les laits sont issus de vaches, de brebis ou de chèvres. 
Le petit-lait mis en œuvre étant parfois enrichi de lait ou, plus rarement, de crème,. On y rajoutait aussi parfois le babeurre. 
Au sens de l'administration française et de l'office fédéral suisse de la santé publique, un fromage de lactosérum ou "recuite" n'est pas un fromage mais un produit laitier.  

## Histoire
Historiquement, c'est une façon pour les paysans pauvres ayant une production principale de fromage (tomes) avec comme sous produit du petit lait (lactosérum), de valoriser celui-ci, donné en nourriture aux porcs dans d'autres endroits parfois aujourd'hui encore.
Récemment, ces sous-produits dans les effluents étaient un problème pour les laiteries industrielles qui devaient construire des stations d'épuration pour les traiter, des unités plus petites pratiquant l'épandage.
La transformation de 1 000 kg de lait en fromage produit en effet environ 900 L de petit-lait, dont la charge polluante est équivalente à celle d’une communauté de 750 habitants. En effet la dégradation biologique du petit lait demande une importante quantité d'oxygène de l'ordre de 50’000 mg DBO5/l sur 5 jours . C'est un problème important sur les alpages.
Une autre façon de résoudre le problème dans l'industrie est de procéder à l'ultrafiltration du lait qui permet de récupérer du lactose et surtout l'intégralité des protéines du lait préalablement écrémé. Ce procédé (Maubois, Mocqot, Vassal, 1969) est disponible depuis les années 1970. Le produit obtenu n'est pas un fromage au sens de la législation car il ne provient pas de caillage et le sérum restant ne permet pas la fabrication de recuite. Ce sérum est évidemment beaucoup moins polluant.

## Transformation du petit-lait en fromage

### Par concentration
Le lactosérum peut être transformé en fromage par évaporation à chaud. Le coagulât qui flotte à la surface est ensuite moulé. L'ultrafiltration est aussi possible.
La teneur en lactose de ce type de fromage étant assez élevée, sa couleur oscille entre le jaune pâle et le marron, avec un goût doux, cuit ou caramélisé (gjetost, brunost…) pouvant rappeler le goût de la confiture de lait suivant la température et la durée, le degré de cuisson.

### Par thermocoagulation
Le lactosérum peut être transformé en fromage par acidification et précipitation à chaud (82−90 °C). La pâte grumeleuse obtenue est ensuite égouttée, formée, et le fromage obtenu peut être affiné ou non. La teneur en lactose de ce type de fromage étant relativement faible, sa couleur varie du blanc au jaune pâle.

## Composition
Suivant l'origine des laits, la nature du fromage et le terroir, on obtient des lactosérums différents et des recuites différents.
- Brousse Bourdin (en 2022) : à base de lait de vache et de lactosérum, pour 100 g, 10 g de matières grasses, 4,4 g de glucides, 8 g de protéines, plus de 75 % d'eau

- Ricotta Granarolo (en 2022) : à base de lactosérum et de crème, pour 100 g, 12 g de matières grasses, 3 g de glucides, 7,5 g de protéines, plus de 75 % d'eau

## Liste de fromages de lactosérum
- Anari (es), Chypre
- Anthotyros (en), Crète et Grèce continentale
- Brocciu, France, Corse
- Brousse ou brossa, France, Provence (appellation non protégée excepté depuis 2018 pour la brousse du Rove, réservée aux chèvres du Rove autour de Marseille mais qui n'est pas ou plus un fromage de lactosérum)
- Brunost - Gjetost - Mysost, Norvège
- Greuilh, France (Hautes-Pyrénées)
- Manouri, Grèce
- Mizithra ou myzithra, Grèce
- Primost (en), Norvège, Suède
- Recuite ou recuècha, France, Aveyron
- Requeijão Serra da Estrela, Portugal, Brésil
- Requesón, Espagne, Mexique
- Ricotta, Italie
- Rigouta, Tunisie
- Schotten, utilisé dans le passé en Suisse alémanique
- Serai - Sérac, Suisse romande et France (Alpes)
- Urdă, Jîntița, Roumanie
- Ziger (en) ou Zieger Suisse alémanique, Allemagne, Autriche, Europe de l’Est
- Žinčica, Slovaquie, Tchéquie, Pologne, ex-Yougoslavie,
- Zemerona ou zenbera, Pays basque

### Fromages voisins incorporant du babeurre

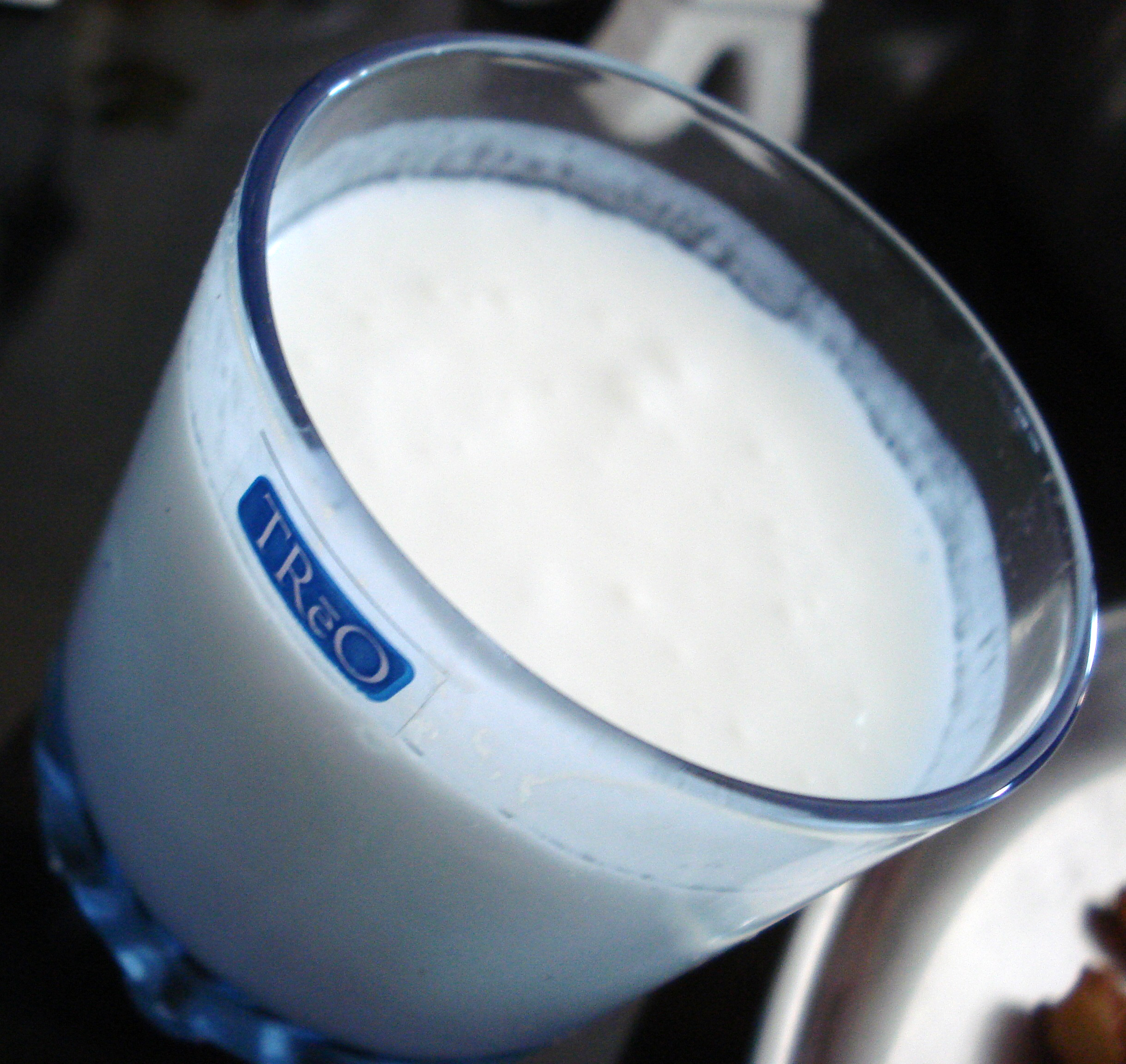
Verre de babeurre

La composition du babeurre (sérum résultant du barattage de la crème pour obtenir du beurre) est assez voisine de celle du lactosérum. Lactosérum et babeurre étaient donc assez souvent mélangés. 
On peut citer les fabrications traditionnelles (les fabrications industrielles incorporent généralement du lait écrémé et de la crème et sont plus proches d'un vrai fromage) suivantes :
- Gaperon
- Maquée
- Ramequin
- Sarasson

## Liens
- Types de pâtes de fromage